# Станоје Јанковић
Станоје Јанковић (Сремски Карловци, 7. мај 1905 – Београд, 14. октобар 1986) био је југословенски и српски оперски певач (баритон), познат по свом гласу, широком репертоару и тумачењу бројних оперских улога на домаћим и међународним сценама.

## Биографија
Станоје Јанковић рођен је 7. маја 1905. у Сремским Карловцима (тада у саставу Аустроугарске). Гимназију је завршио у Новом Саду, а студије права започео је и похађао у Београду, али их није завршио. Као студент, показивао је склоност ка музици, певајући у хору „Војвођанске трпезе“ и у Академском певачком друштву „Обилић“. Упоредо је учио соло певање приватно у Београду и Бечу. Преминуо је у Београду 14. октобра 1986. године.

## Каријера
Јанковићева професионална оперска каријера започела је 1926. године када је постао члан Опере Народног позоришта у Београду. У овом ансамблу остао је, уз двогодишњи прекид, све до 1966. године, истичући се као један од водећих баритона. Током тог прекида, био је ангажован у Бечкој државној опери. Виртуелни музеј Грчке националне опере прецизира да је током 1943–1944. наступао у Бечу (Државна опера и Volksoper).
Био је чест и радо виђен гост на сцени Српског народног позоришта у Новом Саду. Међу његовим значајним наступима у СНП-у су улоге:
- Жорж Жермон у Вердијевој Травијати (29. јануар 1948)
- Риголето у Вердијевој опери Риголето (5. јун 1948)
- Фигаро у Росинијевом Севиљском берберину (18. јун 1949)
- Силвио у Леонкаваловим Пајацима (11. јун 1950)
- Марсел у Пучинијевим Боемима (16. новембар 1951)
- Гроф ди Луна у Вердијевом Трубадуру (14. јануар 1956)
- Гроф Алмавива у Моцартовој Фигаровој женидби (24. фебруар 1957)
- Ренато у Вердијевом Балу под маскама (4. октобар 1959. и 9. фебруар 1960)

Гостовао је на сценама свих тадашњих југословенских оперских кућа. Његова каријера имала је и значајну међународну димензију, са наступима у Немачкој, Аустрији, Швајцарској, Холандији, Грчкој, Бугарској, Мађарској, Пољској и Израелу.

## Репертоар и улоге
Станоје Јанковић је био баритон широког репертоара. Енциклопедија Српског народног позоришта описује га као уметника са "баритоном великог волумена и лепе боје, изузетно блиставих висина; био је музикалан, глумачки обдарен, проницљив и студиозан тумач многих оперских ликова".
Међу његовим најистакнутијим и најчешће извођеним улогама биле су:
- Фигаро у Севиљски берберин (Росини) – ову улогу је у Народном позоришту у Београду извео више од 200 пута.[1] За ову улогу је и награђен 1950. године.[3]
- Риголето у Риголето (Верди)[1][2]
- Жорж Жермон у Травијати (Верди)[1][2]
- Гроф ди Луна у Трубадуру (Верди)[1]
- Ренато у Бал под маскама (Верди)[1]
- Гроф Алмавива у Фигаровој женидби (Моцарт)[1]
- Марсел у Боемима (Пучини)[1]
- Силвио у Пајацима (Леонкавало)[1]
- Надан Бојимир у опери Кнез од Зете (Петра Коњовића) (Београд, 1929)[4]
- Др Фалке у оперети Слепи миш (Јохана Штрауса Млађег) – за ову улогу је похваљен због "лепог гласовног оргуља".[5]

Такође је тумачио и друге баритонске улоге, укључујући Дон Ђованија (Моцарт), Ескамиља (Бизе, Кармен), Скарпију (Пучини, Тоска), али детаљи о овим улогама и њиховом извођењу од стране овог конкретног Станоја Јанковића (1905-1986) нису прецизно потврђени у коришћеним не-Википедија изворима. Енциклопедија СНП наводи да је био тумач "многих оперских ликова".

## Ангажмани и гостовања
Осим матичне сцене Народног позоришта у Београду и честих гостовања у Српском народном позоришту у Новом Саду, Јанковић је био присутан на свим већим оперским сценама у Југославији. Његова међународна каријера обухватала је наступе у Немачкој, Аустрији (укључујући Бечку државну оперу и Volksoper), Швајцарској, Холандији, Грчкој (Олимпија театар у Атини, сезона 1952–1953, са улогама Рената у Балу под маскама, насловном улогом у Риголету, и у Травијати), Бугарској, Мађарској, Пољској и Израелу. Гостовао је са Београдском опером у Амстердаму, Тел Авиву и Варшави.

## Снимци и дискографија
Станоје Јанковић је оставио значајан број тонских записа.
Крајем 1920-их година учествовао је у снимању народних песама за угледну издавачку кућу His Master's Voice (HMV). На овим снимцима налазе се и песме војвођанског мелоса, попут „Ћаурко мила” и „Опијо сам се, е па шта”, снимљене уз београдски оркестар у периоду 1927–1929.
Забележени су и његови радио-записи.
Постхумно је објављена ЛП плоча у издању ПГП РТБ 1989. године, под називом "Станоје Јанковић – Баритон (Архив)", са каталошким бројем 230316. На неким од нумера на овој плочи диригент је био Предраг Милошевић.

## Признања
Добитник је прве награде за улогу Фигара у Росинијевом Севиљском берберину у Народном позоришту у Београду (1950. године).
У своје време, Станоје Јанковић је био једна од истакнутих личности београдске Опере и југословенске културне сцене. Његов лик био је приказан на пригодним југословенским поштанским маркама, што сведочи о његовој популарности и значају.
Енциклопедија Српског народног позоришта описује га као „једног од најкомплетнијих југословенских оперских уметника свога времена".

## Приватни живот
Био је ожењен Вероником "Буцом" Јанковић која је преминула 2006. године.